# Cerro Las Tórtolas
El cerro Las Tórtolas és una muntanya dels Andes, a la frontera entre Xile i l'Argentina. El cim s'eleva fins als 6.145 msnm. Té una prominència de 1.377 metres.

## Primers ascensions
Les primeres ascensions les van fer els pobles indígenes, que van construir una plataforma al cim i hi van deixar figuretes. El primer ascens documentat va tenir lloc el 19 de gener de 1952 pel xilè Edgar Kausel i l'alemany Heinz Koch. Algunes fonts informen d'una ascensió el 1924, tot i que no hi ha cap evidència.